# Чагарниця чорноголова
Чагарни́ця чорноголова (Garrulax milleti) — вид горобцеподібних птахів родини Leiothrichidae. Мешкає у В'єтнамі і Лаосі.

## Опис
Довжина птаха становить 28-30 см. Верхня частина тіла оливково-коричнева, хаіст темніший (у представників підвиду G. m. sweeti більш світлий). Нижня частина живота, боки і стегна оливково-коричневі. Голова і груди чорні. За очима блакитна пляма. Голова відділена від решти тіла широкою світло-сірою смугою. Дзьоб чорний.

## Підвиди
Виділяють два підвиди:
- G. m. sweeti Eames, JC, 2002 — центральний В'єтнам (провінція Контум) і сусідні райони на південному сході Лаосу;
- G. m. milleti Robinson & Kloss, 1919 — південний В'єтнам.

## Поширення і екологія
Чорноголові чагарниці живуть у вологих гірських і рівнинних тропічних лісах. Зустрічаються на висоті від 800 до 1650 мм над рівнем моря.